# Mujeres ricas
Mujeres ricas fue un programa de televisión de la productora Cuatro Cabezas para el canal de televisión La Sexta. Se emitió entre el 13 de mayo y el 5 de diciembre de 2010.

## Formato
Mujeres Ricas es un programa que muestra el día a día de cinco mujeres que disfrutan de un alto poder adquisitivo. Así, capítulo a capítulo, las protagonistas contarán cómo es su día a día. Además de su faceta pública, Mujeres ricas refleja también la vida personal de las cinco protagonistas: la relación con sus hijos, su interés por la imagen, su concepto del lujo o sus confidencias menos públicas.

## Protagonistas

### Temporada 1
| Nombre                         | Residencia       | Información                         |
| ------------------------------ | ---------------- | ----------------------------------- |
| Mar Segura                     | Almería          | Empresaria de eventos               |
| Mariana Nannis                 | Marbella         | Esposa de Claudio Caniggia          |
| Olivia Valère                  | París y Marbella | Dueña de la discoteca Olivia Valère |
| Rebeca Collado y Nuria Collado | Madrid           | Hermanas ricas                      |

### Temporada 2
| Nombre          | Residencia       | Información                         |
| --------------- | ---------------- | ----------------------------------- |
| Mar Segura      | Almería          | Empresaria de eventos               |
| Mariana Nannis  | Marbella         | Esposa de Claudio Caniggia          |
| Natasha Romanov | Marbella         | Casada con un multimillonario ruso  |
| Olivia Valère   | París y Marbella | Dueña de la discoteca Olivia Valère |

## Temporadas

### Temporada 1
| Programa | Día de emisión | Audiencia         |
| -------- | -------------- | ----------------- |
| 1        | 13/05/2010     | 2.113.000 (13,9%) |
| 2        | 20/05/2010     | 1.619.000 (10,7%) |
| 3        | 27/05/2010     | 1.588.000 (10,5%) |
| 4        | 03/06/2010     | 1.618.000 (10,8%) |
| 5        | 10/06/2010     | 1.418.000 (9,3%)  |
| 6        | 17/06/2010     | 1.435.000 (9,9%)  |
| 7        | 24/06/2010     | 1.384.000 (9,5%)  |
| 8        | 01/07/2010     | 1.169.000 (7,6%)  |

### Temporada 2
| Programa | Día de emisión | Audiencia        |
| -------- | -------------- | ---------------- |
| 1        | 13/10/2010     | 1.294.000 (6,4%) |
| 2        | 13/10/2010     | 1.190.000 (6,8%) |
| 3        | 20/10/2010     | 835.000 (4,3%)   |
| 4        | 20/10/2010     | 860.000 (6,2%)   |
| 5        | 28/10/2010     | 925.000 (6,2%)   |
| 6        | 04/11/2010     | 799.000 (4,9%)   |
| 7        | 14/11/2010     | 937.000 (4,7%)   |
| 8        | 21/11/2010     | 808.000 (3,8%)   |
| 9        | 28/11/2010     | 878.000 (4,1%)   |
| 10       | 05/12/2010     | 543.000 (3,0%)   |

## Audiencia media de la temporada
Estas han sido las audiencias de la temporada del programa Mujeres ricas:
| Edición                           | Fecha | Cadena   | Episodios | Espectadores | Cuota |
| --------------------------------- | ----- | -------- | --------- | ------------ | ----- |
| Mujeres ricas (Primera temporada) | 2010  | La Sexta | 8         | 1.543.000    | 10,3% |
| Mujeres ricas (Segunda temporada) | 2010  | La Sexta | 10        | 907 000      | 5,0%  |

## Versiones internacionales
| País   | Título local   | Canal             | Estreno                                                   |
| ------ | -------------- | ----------------- | --------------------------------------------------------- |
| Brasil | Mulheres Ricas | Rede Bandeirantes | 2 de enero de 2012 (temp. 1) 7 de enero de 2013 (temp. 2) |